# Polygala smithii
Polygala smithii är en jungfrulinsväxtart som beskrevs av Sidney Fay Blake. Polygala smithii ingår i släktet jungfrulinssläktet, och familjen jungfrulinsväxter. Inga underarter finns listade i Catalogue of Life.